# SINCGARS

AN/PRC-119。代表的なSINCGARS対応戦術無線機である。

SINCGARS（英語: Single Channel Ground and Airborne Radio System、地上・空中単一チャンネル無線システム）は、アメリカ陸軍・海兵隊の軍用無線機（CNR）のシステムアーキテクチャ。MIL規格においてMIL-STD-188-241-1/-2として規定されている。

## 概要
1970年代、アメリカ陸軍の航空機・地上部隊においては、下記のような戦術無線機が使用されていた。
- 携行式: AN/PRC-68
- 背負式: AN/PRC-77
- 車載用: AN/VRC-12, AN/VRC-43〜49
- 機上用: AN/ARC-114, AN/ARC-131, AN/ARC-186

これらはいずれも、周波数はローVHF、変調方式は周波数変調（FM）方式を採用しており、相互に交信することはできたが、異なる設計に基づいていたことから、相互運用性には問題があった。このことから、共通の設計に基づき、また信頼性や性能を向上させた戦術無線機によって、これらを統合的に更新することが計画されるようになった。この共通システムアーキテクチャとして開発されたのがSINCGARSである。1983年11月には最初の契約がITT社との間に締結され、1991年12月にはジェネラル・ダイナミクス社が副次的契約を獲得した。1990年12月に第1歩兵師団に配備されたのを皮切りに全軍への導入が開始され、現在までにSINCGARS対応端末が500,000基配備されている。
SINCGARSにおいては、使用周波数と変調方式は従来通りで、ローVHF（30〜76 MHz）、FM方式であることから、従来機との交信も可能である。また、従来通りの単一周波数方式に加えて、周波数ホッピング・スペクトラム拡散（FHSS）によって抗堪性を向上させることも可能となっているが、この場合は従来機とは交信できない。ホッピング回数は100 rpsである。また、SINCGARS端末は、改良型データ・モデム（IDM）およびデジタル通信端末（DCT）とともに、地上部隊の標準的戦術データ・リンクとして配備が進められているVMF-TDLの物理層を構成する。
SINCGARSに対応した戦術無線機としては下記のようなものがある。
- 携行式: AN/PRC-148 - 小隊の指揮系統に使用されるほか、警備任務や特殊任務にも用いられる。新型のソフトウェア無線機で、HAVE QUICKにも対応可能。
- 背負式: AN/PRC-119 - 中隊の指揮系統に使用されるほか、必要に応じて車載・機上用としても用いられる。
- 車載用: AN/VRC-87〜92
- 機上用: AN/ARC-201/222
- 艦載用: AN/ARC-210, AN/SRC-64

なおアメリカ空軍の戦術通信システム・アーキテクチャであるHAVE QUICKとの相互運用性を確保し、またソフトウェア無線化された端末システムとして、統合戦術無線システム（JTRS）の開発が行われたが失敗した。